# الحسن نداو
الحسن نداو (من مواليد 31 ديسمبر 1996) هو لاعب كرة قدم سنغالي محترف يلعب كجناح أنطاليا سبور التركي في إعارة من النادي الأهلي السعودي الهابط وسبق له أن لعب في الدوري التركي الممتاز.

## مسيرته
ظهر نداو لأول مرة مع نادي فاتح كاراغومروك التركي عندما فاز النادي على يني ملطية سبور بثلاث أهداف نظيفة في الدوري التركي الممتاز في تاريخ 12 سبتمبر 2020.

## روابط خارجية
- الحسن نداو  على سكروي
- الحسن نداو على فرق كرة القدم الوطنية.كوم